# Calappoidea
Calappoidea ist eine Überfamilie der Krabben. Die Vertreter sind stark gepanzerte Krabben, die Riffe und Sandstrände weltweit besiedeln. Sie kommen sowohl im Flach- als auch Tiefwasser vor und vergraben sich die meiste Zeit.

## Merkmale
Der Carapax ist rundlich bis queroval, die Stirn eng. Der vorn-seitliche Rand ist niemals deutlich gezahnt, bei den Matutidae mit einem schwach bis deutlich hervorstehendem seitlichen Dorn am Übergang zum hinteren seitlichen Rand versehen. Der hintere Seitenrand ist häufig zu einem schildförmigen Fortsatz ausgezogen, der die Schreitbeine teilweise oder ganz überdeckt. Die Antennulen sind schräg oder vertikal gefaltet, die Antennen klein oder rudimentär. Das dritte Maxilliped ist dreieckig. Bei den Calappidae bedeckt es den vorderen Teil der Mundhöhle nicht und verdeckt in geschlossenem Zustand nicht die Palpen. Bei den Matutidae ist es dagegen verlängert, spitz, und bedeckt die Mundhöhle vollständig und verdeckt die eingefalteten Palpen. Die Einströmkanäle der Kiemenkammer öffnen sich vor den Basen der dritten Maxillipeden. Die Ausströmkanäle werden durch tiefe Furchen im Endostom gebildet, die von einem Paar lamellenartiger Fortsätze des ersten Maxillipeden bedeckt sind.
Die beiden Scherenbeine sind von ähnlicher Größe und liegen im angezogenen Zustand eng der Pterygostom-Region an. Die Finger sind spitz. Die Schreitbeine sind schlank, die Dactyli spitz (Calappidae) oder zum Schwimmen mit lanzettförmigen Dactyli versehen. Die Somiten drei bis fünf des Pleons sind bei Männchen verschmolzen. Das erste Gonopodium ist kräftig und verjüngt sich zum Ende hin. Das zweite Gonopodium ist dünn, länger oder ähnlich lang wie das erste und das Flagellum oft gerade, gebogen oder gegabelt.

## Systematik
Die Überfamilie wird in zwei Familien gegliedert:
- Calappidae (Boxerkrabben)
- Matutidae (Mondkrabben).

Diese sind aber vermutlich polyphyletisch.